# Атараксия
Атараксия (на гръцки: αταραξία; „невъзмутимост, хладнокръвие, спокойствие“) – понятието се среща за първи път у Демокрит. Той използва в същия смисъл и други думи: безпристрастие, състояние, в което не може вече да съществува удивление, хармония. За Епикур това е безметежност на душата (на гръцки: αταραξία της ψυχής). Демокрит, Епикур, Лукреций, смятат, че атараксия се постига по пътя на познанието за света и освобождаването от страха. Скептиците учат, че въздържането от догматични съждения води до атараксия. Стоиците развиват учението за апатията като равнодушие за случващото се, радостта и тъгата,